# Pinsà de Darwin picot
El pinsà de Darwin picot (Camarhynchus pallidus) és una espècie d'ocell de la família dels tràupids (Thraupidae) que habita matolls, boscos i cactus de Santa Cruz, Isabela, San Cristóbal, Fernandina, Santiago i Pinzón, a les illes Galápagos.